# Winterkamp
Een winterkamp was ten tijde van het Romeinse Rijk een versterkt legerkamp waar de soldaten in de winter, wanneer de oorlogen stillagen, verbleven.
De winterkampen of castra hiberna/stativa, of kortweg hiberna waren in tegenstelling tot de zomerkampen of castra aestivia gedurende een lange periode in gebruik. De legioenen maakten voorbereidingen en oefenden tijdens hun verblijf in het winterkamp, zodat ze meteen weer op campagne konden wanneer het weer warmer werd.